# NGC 7765
NGC 7765 ist eine Spiralgalaxie vom Hubble-Typ S im Sternbild Pegasus am Nordsternhimmel. Sie ist schätzungsweise 350 Millionen Lichtjahre von der Milchstraße entfernt und hat einen Durchmesser von etwa 70.000 Lichtjahren. Gemeinsam mit NGC 7766, NGC 7767 und NGC 7768 bildet sie die Galaxiengruppe Holm 818.
Das Objekt wurde am 12. Oktober 1855 vom irischen Astronomen R. J. Mitchell, einem Assistenten von William Parsons, entdeckt.